# Abrotanella trichoachaenia
Abrotanella trichoachaenia là một loài thực vật có hoa trong họ Cúc. Loài này được Cabrera mô tả khoa học đầu tiên năm 1934.